# کریس استوارت
کریس استوارت (به انگلیسی: Chris Stewart) نمایندهٔ حوزه انتخابیه دوم یوتا از حزب جمهوری‌خواه ایالات متحده آمریکا در مجلس نمایندگان ایالات متحده آمریکا است که برای نخستین‌بار در ۶ ژانویه ۲۰۱۳ میلادی به‌عضویت این مجلس درآمد.